# Giuliano Bonazzi
Giuliano Bonazzi (Sissa, 16 novembre 1863 – Roma, 17 novembre 1956) era stato uno fra i più aperti all'apprendimento delle esperienze straniere in campo bibliografico, e fu un esponente della nuova generazione che, conscia dei problemi immensi offerti dall'enorme patrimonio librario italiano e dall'arretratezza della corrispondente organizzazione bibliotecaria, avevano riorganizzato le biblioteche del Regno.

## Biografia
Dopo aver conseguito la laurea in giurisprudenza, nel 1892 aveva iniziato a lavorare come bibliotecario alla Biblioteca Estense universitaria di Modena e dal 1 luglio 1893, venne incaricato della direzione della Biblioteca universitaria di Sassari, come sottobibliotecario di prima classe,  fu promosso alla qualifica di bibliotecario dal 1º febbraio 1896 e rimase in carica fino al 1899; fu quindi all'Alessandrina di Roma dal 1899 al 1905 e, dopo un breve periodo trascorso alla Marciana di Venezia fu assegnato alla direzione della Biblioteca Universitaria di Torino. 
Il 26 gennaio 1904 la biblioteca era stata devastata da un incendio che distrusse metà dei manoscritti e 30.000 volumi. 
Bonazzi intraprese immediatamente un'opera di riordinamento e di ricostruzione della biblioteca, e riuscì a riaprire al pubblico i nuovi locali dopo meno di un anno, dopo aver provveduto ad una più funzionale sistemazione dei servizi e del materiale librario.

## Pubblicazioni
- Dell'ordinamento delle biblioteche, Parma 1889
- Schema di catalogo sistematico per le biblioteche, Parma 1890
- Il condaghe di San Pietro di Silki Testo logudorese inedito dei secoli XI-XIII, Editore Giuseppe Dessì, Sassari-Cagliari, 1900
- Regole per la compilazione del catalogo alfabetico, Ministero della pubblica istruzione, Nardecchia, Roma, 1922